# Eustache Baconnière de Salverte
Pour les articles homonymes, voir La Baconnière (homonymie).
Jean-Marie Eustache Baconnière de Salverte est un homme politique français né le 26 mars 1768 à Paris et décédé le 10 décembre 1827 à Paris.
Fils d'un administrateur général des domaines, il a commencé sa carrière comme adjoint de son père. Il devient directeur de la comptabilité sous le Consulat et prend sa retraite en 1818. Il est député de la Seine en 1815, pendant les Cent-Jours.